# 生駒テック
生駒テック（いこまテック）は、奈良県生駒市にあるオートバイトライアルパーク。かつては同名のモータースポーツ特化型の遊園地が存在していたが公園に用途転換され、後に隣接地にオートバイトライアルが設置された。

## 概要

### 初代
本田技研工業系列の遊園地として1961年オープンした。先行して開園した多摩テックに同じくオートバイ愛好者向けの各種サーキットコースを主体としたモータースポーツ施設で、多摩テック同様「カミナリ族向けの施設」と報道されており、生駒山麓の場所柄カミナリ族の頻出に結びつけられたりした。1962年4月に第2期工事が完了する。アトラクションはホンダ製のエンジンを搭載した乗り物が用意され、子供たちが幼少期からエンジンに親しんで自ら「操る喜び」を体験してクルマファン・ホンダファンを育てる、藤沢武夫の思いがあった。この頃はカミナリ族問題も収束を迎え、営業の主体をサーキットから自動車遊園地へ転向した。
経営資源を鈴鹿に集約する方針で1965年1月営業を終了し、1965年3月に閉鎖され、跡地は生駒山麓公園となる。

### 2代目
2018年8月1日より会員制トライアルパークとして開設された。走行エリアは旧生駒テックが存在した生駒山麓公園と隣接した場所となっている。管理運営をするのはオートバイトライアル専門店の有限会社ぱわあくらふと。
管理運営をする有限会社ぱわあくらふとが定期的にセクションを改良し、利用者も年々増えている。

## 交通
1963年からは奈良交通の手により生駒駅 - 生駒テック間のバスが運行されていた。